# 1713
Il 1713 (MDCCXIII in numeri romani) è un anno  del XVIII secolo.

## Eventi
- 11 aprile – Con il Trattato di Utrecht, iniziano a prendere corpo gli accordi che porranno fine alla Guerra di Successione spagnola.
- Viene pubblicato postumo Ars Conjectandi di Jakob Bernoulli, un testo fondamentale della teoria delle probabilità.
- 19 aprile – L'imperatore Carlo VI promulga una norma, la Prammatica Sanzione che, fra l'altro, dovrà garantire la successione di eventuali figlie femmine in mancanza di eredi maschi (ne beneficerà la figlia Maria Teresa).
- Invenzione di una macchina per lavorare la seta durante la rivoluzione industriale.

## Nati

### Gennaio
- 2 gennaio - Marie Dumesnil, attrice teatrale francese († 1803)
- 5 gennaio - Jorge Juan y Santacilia, matematico e scienziato spagnolo († 1773)
- 7 gennaio - Giovanni Battista Locatelli, impresario teatrale e librettista italiano
- 13 gennaio - Charlotte Charke, attrice teatrale inglese († 1760)
- 17 gennaio - Jean-Chrétien Fischer, militare tedesco († 1762)
- 22 gennaio - Marc-Antoine Laugier, teorico dell'architettura e storico dell'architettura francese († 1769)
- 29 gennaio - Edme-François Mallet, storico e teologo francese († 1755)
- 30 gennaio - Carlo Giuseppe Vespasiano Berio, presbitero e abate italiano († 1794)

### Febbraio
- 5 febbraio - Girolamo Ferri, presbitero e filologo italiano († 1786)
- 11 febbraio - Diane Adélaïde de Mailly,  francese († 1769)
- 14 febbraio - Vittoria Ligari, pittrice italiana († 1783)
- 16 febbraio - Francisco de Solís Folch de Cardona, cardinale e arcivescovo cattolico spagnolo († 1775)
- 28 febbraio - Louis-Auguste-Augustin d'Affry, ufficiale francese († 1793)

### Marzo
- 5 marzo - Edward Cornwallis, generale britannico († 1776)
- 5 marzo - Frederick Cornwallis, arcivescovo anglicano e teologo inglese († 1783)
- 8 marzo - Gian Carlo Passeroni, poeta e abate italiano († 1803)
- 9 marzo - Pëtr Borisovič Šeremetev, ufficiale russo († 1788)
- 15 marzo - Nicolas-Louis de Lacaille, astronomo francese († 1765)

### Aprile
- 2 aprile - Pier Francesco Foggini, antiquario, storico e archeologo italiano († 1783)
- 7 aprile - Nicola Sala, compositore italiano († 1801)
- 10 aprile - John Whitehurst, orologiaio e scienziato britannico († 1788)
- 11 aprile - Luise Kulmus Gottsched, poetessa, scrittrice e saggista tedesca († 1762)
- 12 aprile - Guillaume-Thomas François Raynal, scrittore francese († 1796)
- 13 aprile - Pierre de Jélyotte, tenore francese († 1797)
- 16 aprile - Jan Jiří Benda, violinista e compositore boemo († 1752)
- 19 aprile - Grigorij Andreevič Spiridov, ammiraglio russo († 1790)
- 21 aprile - Louis de Noailles, nobile francese († 1793)
- 24 aprile - Serafino Filangieri, arcivescovo cattolico italiano († 1782)

### Maggio
- 2 maggio - Thomas Bond, medico e chirurgo statunitense († 1784)
- 3 maggio - Alexis Clairault, matematico e astronomo francese († 1765)
- 6 maggio - Charles Batteux, filosofo francese († 1780)
- 13 maggio - Luigi Francesco di Monteynard, generale e politico francese († 1791)
- 15 maggio - Jozef Karol Hell, ingegnere e inventore slovacco († 1789)
- 17 maggio - Élie Bertrand, teologo, geologo e naturalista svizzero († 1797)
- 22 maggio - Giovanni Antonio Ruzzini, politico e diplomatico italiano († 1768)
- 24 maggio - Joseph Maria von Thun und Hohenstein, vescovo cattolico austriaco († 1763)
- 25 maggio - John Stuart, III conte di Bute, nobile, politico e botanico britannico († 1792)
- 31 maggio - Giuseppe Maria Buonaparte, politico italiano († 1763)

### Giugno
- 10 giugno - Carolina Elisabetta di Hannover, principessa britannica († 1757)
- 13 giugno - Antonio Maria Ambrogi, letterato e latinista italiano († 1788)
- 15 giugno - Niccolò Angelisti, religioso italiano († 1786)
- 17 giugno - Antonio Eugenio Visconti, cardinale e arcivescovo cattolico italiano († 1788)

### Luglio
- 8 luglio - Martino Ignazio Caracciolo, arcivescovo cattolico, diplomatico e politico italiano († 1754)
- 9 luglio - John Newbery, scrittore e editore britannico († 1767)
- 13 luglio - Gaetano Matteo Pisoni, architetto svizzero († 1782)
- 18 luglio - Robert Dundas il Giovane, giurista scozzese († 1787)
- 22 luglio - Jacques-Germain Soufflot, architetto francese († 1780)
- 27 luglio - Sofia Carlotta di Brandeburgo-Bayreuth, nobildonna tedesca († 1747)

### Agosto
- 1º agosto - Carlo I di Brunswick-Wolfenbüttel, nobile († 1780)
- 4 agosto - Elisabetta Albertina di Sassonia-Hildburghausen, principessa († 1761)
- 6 agosto - Marie Sophie de Courcillon, nobile francese († 1756)
- 10 agosto - Giovanni Anastasio Pozzobon, poeta e tipografo italiano († 1785)
- 17 agosto - Antoine de Malvin de Montazet, nobile e arcivescovo cattolico francese († 1788)
- 18 agosto - Maria Crocifissa Costantini, religiosa italiana († 1787)
- 25 agosto - Vijaya Raghunatha Raya Tondaiman I,  indiano († 1769)

### Settembre
- 7 settembre - Felicita Sartori, miniaturista e pittrice italiana († 1782)
- 10 settembre - Gowin Knight, fisico britannico († 1772)
- 10 settembre - John Turberville Needham, biologo e presbitero inglese († 1781)
- 21 settembre - Domingo de Bonechea, esploratore spagnolo († 1775)
- 23 settembre - Ferdinando VI di Spagna, re spagnolo († 1759)
- 27 settembre - Francesco Androsi, scultore italiano († 1785)

### Ottobre
- 1º ottobre - Jean Baptiste Denisart, magistrato francese († 1765)
- 3 ottobre - Antoine Dauvergne, compositore e violinista francese († 1797)
- 5 ottobre - Denis Diderot, filosofo, enciclopedista e scrittore francese († 1784)
- 12 ottobre - Johann Ludwig Krebs, compositore e organista tedesco († 1780)
- 12 ottobre - Pierre-François Muyart de Vouglans, avvocato e giurista francese († 1791)
- 13 ottobre - Allan Ramsay, pittore britannico († 1784)
- 15 ottobre - Girolamo Spinola, cardinale e arcivescovo cattolico italiano († 1784)
- 20 ottobre - James Cecil, VI conte di Salisbury, nobile britannico († 1780)
- 20 ottobre - Vittorio Filippo Ferrero-Fieschi, nobile, militare e diplomatico italiano († 1777)
- 21 ottobre - James Steuart, economista britannico († 1780)
- 23 ottobre - Pieter Burman il Giovane, filologo classico olandese († 1778)
- 24 ottobre - Marie Fel, soprano francese († 1794)
- 25 ottobre - Marie-Jeanne Riccoboni, scrittrice e attrice teatrale francese († 1792)

### Novembre
- 1º novembre - Antonio Genovesi, scrittore, filosofo e economista italiano († 1769)
- 6 novembre - Thomas Osborne, IV duca di Leeds, nobile, politico e magistrato inglese († 1789)
- 14 novembre - Blasius Columban von Bender, generale austriaco († 1798)
- 24 novembre - Junípero Serra, missionario spagnolo († 1784)
- 24 novembre - Laurence Sterne, scrittore e religioso irlandese († 1768)
- 28 novembre - Georg Friedrich Brander, inventore tedesco († 1783)

### Dicembre
- 4 dicembre - Gasparo Gozzi, letterato e giornalista italiano († 1786)
- 4 dicembre - Tommaso Maria Mamachi, teologo e storico italiano († 1792)
- 5 dicembre - Matthijsz Nicolaas Aartman, illustratore e pittore olandese († 1793)
- 9 dicembre - Giuseppe Capocchiani, vescovo cattolico italiano († 1788)
- 14 dicembre - Martin Knutzen, filosofo tedesco († 1751)
- 19 dicembre - Teresa Maria Anna di Schleswig-Holstein-Sonderburg-Wiesenburg, nobildonna tedesca († 1745)
- 27 dicembre - Giovanni Battista Borra, architetto e disegnatore italiano († 1786)

### Senza giorno specificato
- Callinico IV di Costantinopoli, arcivescovo ortodosso greco († 1791)
- Peter di Hannover († 1785)
- Giuseppe Allegranza, religioso, archeologo e bibliotecario italiano († 1785)
- Giuseppe Arena, compositore e organista italiano († 1784)
- Samuel Anton Bach, organista tedesco († 1781)
- Giovanna Bonanno, serial killer italiana († 1789)
- Michele Deconet, violinista italiano († 1799)
- Sergej Vasil'evič Gagarin, nobile e politico russo († 1782)
- Brizio Giustiniani, doge († 1778)
- Jean-Paul de Gua de Malves, abate, matematico e economista francese († 1785)
- Facundo Lozano, teologo e medico spagnolo († 1788)
- Bernardo Mantero, scultore italiano († 1798)
- Giovanni Marchelli, matematico e gesuita italiano († 1764)
- Giammaria Ortes, filosofo, matematico e economista italiano († 1790)
- Thomas Pakenham, I barone di Longford, politico irlandese († 1766)
- John Reynolds, ammiraglio e politico britannico († 1788)
- Jean-Baptiste Sahuguet d'Amarzit d'Espagnac, militare francese († 1783)
- Paolo Scalabrini, compositore italiano († 1806)
- Rudolf Schraffl, architetto austriaco († 1768)
- Humphrey Waldo Sibthorp, botanico britannico († 1797)
- James Stuart, architetto, pittore e archeologo britannico († 1788)
- Domingo Miguel Bernabé Terradellas, compositore spagnolo († 1751)
- Francesco Ventretti, matematico italiano († 1784)
- Wang Xihou, funzionario cinese († 1777)
- Girolamo Francesco Zanetti, storico, filologo e numismatico italiano († 1782)
- Mateusz Zwierzchowski, compositore e organista polacco († 1768)
- Cezayirli Gazi Hasan Pascià, militare e politico ottomano († 1790)

## Morti

### Gennaio
- 1º gennaio - Giovanni Francesco Negroni, cardinale e vescovo cattolico italiano (n. 1629)
- 1º gennaio - Giuseppe Maria Tomasi, cardinale italiano (n. 1649)
- 5 gennaio - Jean Chardin, gioielliere, viaggiatore e scrittore francese (n. 1643)
- 8 gennaio - Arcangelo Corelli, compositore e violinista italiano (n. 1653)
- 20 gennaio - Pavao Ritter Vitezović, scrittore, storico e poeta croato (n. 1652)
- 23 gennaio - Domenico Maria della Ciaia, vescovo cattolico italiano (n. 1642)
- 28 gennaio - Bartolomeo Dotti, poeta italiano (n. 1651)

### Febbraio
- 4 febbraio - Anthony Ashley-Cooper, III conte di Shaftesbury, politico, filosofo e scrittore inglese (n. 1671)
- 4 febbraio - Giuseppe Bondola, vescovo cattolico italiano (n. 1648)
- 11 febbraio - Jahandar Shah, sovrano (n. 1661)
- 12 febbraio - Michele Antonio Vibò, arcivescovo cattolico italiano (n. 1630)
- 14 febbraio - Luigi Crato di Nassau-Saarbrücken, nobile tedesco (n. 1663)
- 15 febbraio - Edward Lloyd, imprenditore britannico (n. 1648)
- 19 febbraio - Giuseppe Maria d'Altemps, IV duca di Gallese, nobile italiano (n. 1653)
- 25 febbraio - Federico I di Prussia, sovrano (n. 1657)

### Marzo
- 17 marzo - Juraj Jánošík, criminale slovacco (n. 1688)
- 24 marzo - Toussaint de Forbin-Janson, cardinale e vescovo cattolico francese (n. 1631)
- 26 marzo - Paolo I Esterházy, nobile, militare e compositore ungherese (n. 1635)
- 30 marzo - Govert Bidloo, medico, anatomista e poeta olandese (n. 1649)

### Aprile
- 3 aprile - Enrico di Lorena, conte di Brionne, nobile francese (n. 1661)
- 7 aprile - Pier Paolo Mastrilli, vescovo cattolico italiano (n. 1652)
- 9 aprile - Pietro Strobl junior, intagliatore italiano (n. 1642)
- 16 aprile - Archil d'Imerezia, re (n. 1647)
- 18 aprile - Dorotea Maria di Sassonia-Gotha-Altenburg, principessa (n. 1674)
- 20 aprile - John Hay, II marchese di Tweeddale, nobile scozzese (n. 1645)
- 21 aprile - Paolo Naldini, vescovo cattolico italiano (n. 1632)
- 21 aprile - Tomáš Uhorčík, criminale slovacco (n. 1674)

### Maggio
- 15 maggio - Giuseppe Antonio Torri, architetto italiano (n. 1658)

### Giugno
- 22 giugno - Carlo Marcellini, stuccatore, scultore e architetto italiano (n. 1643)

### Luglio
- 7 luglio - Henry Compton, vescovo anglicano inglese (n. 1632)
- 31 luglio - Federico Guglielmo di Meclemburgo-Schwerin, duca tedesco (n. 1675)

### Agosto
- 5 agosto - Teresa del Po, pittrice, incisore e miniaturista italiana (n. 1649)
- 10 agosto - Giovanni Battista Visconti Aicardi, vescovo cattolico italiano (n. 1645)
- 23 agosto - Giacomo d'Alibert, impresario teatrale francese (n. 1626)
- 26 agosto - Denis Papin, matematico, fisico e inventore francese (n. 1647)

### Settembre
- 6 settembre - François-Séraphin Régnier-Desmarais, abate, diplomatico e grammatico francese (n. 1632)
- 8 settembre - Livio Odescalchi, nobile italiano
- 9 settembre - Giovanni Antonio Viscardi, architetto svizzero (n. 1645)
- 11 settembre - Johannes Voet, giurista olandese (n. 1647)
- 20 settembre - Francisco Martín Fernández de Posadas, presbitero spagnolo (n. 1644)
- 21 settembre - Michelangelo Garove, architetto, ingegnere e urbanista italiano (n. 1648)

### Ottobre
- 6 ottobre - Girolamo Marcello De Gubernatis, diplomatico italiano (n. 1633)
- 20 ottobre - Archibald Pitcairne, medico scozzese (n. 1652)
- 27 ottobre - Cesare Ignazio d'Este, nobile italiano (n. 1653)
- 28 ottobre - Paolo Lorenzani, compositore e musicista italiano (n. 1640)
- 31 ottobre - Ferdinando de' Medici, principe italiano (n. 1663)

### Novembre
- 5 novembre - Giovanni Sigifredo di Eggenberg, nobile boemo (n. 1644)
- 6 novembre - Francesco Carlo di Auersperg, nobile e militare austriaco (n. 1660)
- 7 novembre - Elizabeth Barry, attrice teatrale inglese (n. 1658)
- 9 novembre - Armand Charles de La Porte de La Meilleraye, generale francese (n. 1632)
- 11 novembre - Ferdinando Moncada Aragona, nobile, politico e militare italiano (n. 1644)
- 13 novembre - Nikolaus Martini, giurista tedesco (n. 1632)
- 25 novembre - Fortunato Vinaccesi, scienziato italiano (n. 1631)

### Dicembre
- 4 dicembre - Giovanni Battista Fassola, scrittore e storico italiano (n. 1648)
- 15 dicembre - Carlo Maratta, pittore e restauratore italiano (n. 1625)
- 17 dicembre - Nicolò Beregan, poeta e librettista italiano (n. 1627)
- 18 dicembre - Federico Enrico di Sassonia-Zeitz-Pegau-Neustadt, principe tedesco (n. 1668)
- 22 dicembre - Carlo Giuseppe Giovan Battista Tana, nobile, diplomatico e scrittore italiano (n. 1649)
- 26 dicembre - Francesco Moles, politico, nobile e diplomatico italiano

### Senza giorno specificato
- Biagio Aldimari, giurista italiano (n. 1630)
- Tommaso Alghisi, medico italiano (n. 1669)
- Michelangelo Andrioli, medico italiano (n. 1672)
- Yosep II Bet Ma'aruf, patriarca cattolico ottomano (n. 1667)
- John Closterman, pittore tedesco (n. 1656)
- Damat Hasan Pascià, politico ottomano (n. 1658)
- Sebestyén Hann, orafo ungherese (n. 1644)
- Francis Hauksbee, scienziato britannico (n. 1660)
- Stefano Maria Legnani, pittore italiano (n. 1661)
- Johannes Olearius, teologo tedesco (n. 1639)
- Giuseppe Rusnati, scultore e architetto italiano (n. 1650)
- Thomas Tompion, orologiaio inglese (n. 1639)
- Carlo Vigarani, architetto, ingegnere e scenografo italiano (n. 1637)
- Ağa Yusuf Pascià, politico e militare ottomano
- Ireneo della Croce, storico italiano (n. 1625)

## Calendario
| Calendario 1713 | Calendario 1713 | Calendario 1713 | Calendario 1713 | Calendario 1713 | Calendario 1713 | Calendario 1713 | Calendario 1713 | Calendario 1713 | Calendario 1713 | Calendario 1713 | Calendario 1713 | Calendario 1713 | Calendario 1713 | Calendario 1713 | Calendario 1713 | Calendario 1713 | Calendario 1713 | Calendario 1713 | Calendario 1713 | Calendario 1713 | Calendario 1713 | Calendario 1713 | Calendario 1713 | Calendario 1713 | Calendario 1713 | Calendario 1713 | Calendario 1713 | Calendario 1713 | Calendario 1713 | Calendario 1713 | Calendario 1713 | Calendario 1713 |
| --------------- | --------------- | --------------- | --------------- | --------------- | --------------- | --------------- | --------------- | --------------- | --------------- | --------------- | --------------- | --------------- | --------------- | --------------- | --------------- | --------------- | --------------- | --------------- | --------------- | --------------- | --------------- | --------------- | --------------- | --------------- | --------------- | --------------- | --------------- | --------------- | --------------- | --------------- | --------------- | --------------- |
|                 | 1               | 2               | 3               | 4               | 5               | 6               | 7               | 8               | 9               | 10              | 11              | 12              | 13              | 14              | 15              | 16              | 17              | 18              | 19              | 20              | 21              | 22              | 23              | 24              | 25              | 26              | 27              | 28              | 29              | 30              | 31              |                 |
| Gennaio         | Do              | Lu              | Ma              | Me              | Gi              | Ve              | Sa              | Do              | Lu              | Ma              | Me              | Gi              | Ve              | Sa              | Do              | Lu              | Ma              | Me              | Gi              | Ve              | Sa              | Do              | Lu              | Ma              | Me              | Gi              | Ve              | Sa              | Do              | Lu              | Ma              |                 |
| Febbraio        | Me              | Gi              | Ve              | Sa              | Do              | Lu              | Ma              | Me              | Gi              | Ve              | Sa              | Do              | Lu              | Ma              | Me              | Gi              | Ve              | Sa              | Do              | Lu              | Ma              | Me              | Gi              | Ve              | Sa              | Do              | Lu              | Ma              |                 |                 |                 |                 |
| Marzo           | Me              | Gi              | Ve              | Sa              | Do              | Lu              | Ma              | Me              | Gi              | Ve              | Sa              | Do              | Lu              | Ma              | Me              | Gi              | Ve              | Sa              | Do              | Lu              | Ma              | Me              | Gi              | Ve              | Sa              | Do              | Lu              | Ma              | Me              | Gi              | Ve              |                 |
| Aprile          | Sa              | Do              | Lu              | Ma              | Me              | Gi              | Ve              | Sa              | Do              | Lu              | Ma              | Me              | Gi              | Ve              | Sa              | Do              | Lu              | Ma              | Me              | Gi              | Ve              | Sa              | Do              | Lu              | Ma              | Me              | Gi              | Ve              | Sa              | Do              |                 |                 |
| Maggio          | Lu              | Ma              | Me              | Gi              | Ve              | Sa              | Do              | Lu              | Ma              | Me              | Gi              | Ve              | Sa              | Do              | Lu              | Ma              | Me              | Gi              | Ve              | Sa              | Do              | Lu              | Ma              | Me              | Gi              | Ve              | Sa              | Do              | Lu              | Ma              | Me              |                 |
| Giugno          | Gi              | Ve              | Sa              | Do              | Lu              | Ma              | Me              | Gi              | Ve              | Sa              | Do              | Lu              | Ma              | Me              | Gi              | Ve              | Sa              | Do              | Lu              | Ma              | Me              | Gi              | Ve              | Sa              | Do              | Lu              | Ma              | Me              | Gi              | Ve              |                 |                 |
| Luglio          | Sa              | Do              | Lu              | Ma              | Me              | Gi              | Ve              | Sa              | Do              | Lu              | Ma              | Me              | Gi              | Ve              | Sa              | Do              | Lu              | Ma              | Me              | Gi              | Ve              | Sa              | Do              | Lu              | Ma              | Me              | Gi              | Ve              | Sa              | Do              | Lu              |                 |
| Agosto          | Ma              | Me              | Gi              | Ve              | Sa              | Do              | Lu              | Ma              | Me              | Gi              | Ve              | Sa              | Do              | Lu              | Ma              | Me              | Gi              | Ve              | Sa              | Do              | Lu              | Ma              | Me              | Gi              | Ve              | Sa              | Do              | Lu              | Ma              | Me              | Gi              |                 |
| Settembre       | Ve              | Sa              | Do              | Lu              | Ma              | Me              | Gi              | Ve              | Sa              | Do              | Lu              | Ma              | Me              | Gi              | Ve              | Sa              | Do              | Lu              | Ma              | Me              | Gi              | Ve              | Sa              | Do              | Lu              | Ma              | Me              | Gi              | Ve              | Sa              |                 |                 |
| Ottobre         | Do              | Lu              | Ma              | Me              | Gi              | Ve              | Sa              | Do              | Lu              | Ma              | Me              | Gi              | Ve              | Sa              | Do              | Lu              | Ma              | Me              | Gi              | Ve              | Sa              | Do              | Lu              | Ma              | Me              | Gi              | Ve              | Sa              | Do              | Lu              | Ma              |                 |
| Novembre        | Me              | Gi              | Ve              | Sa              | Do              | Lu              | Ma              | Me              | Gi              | Ve              | Sa              | Do              | Lu              | Ma              | Me              | Gi              | Ve              | Sa              | Do              | Lu              | Ma              | Me              | Gi              | Ve              | Sa              | Do              | Lu              | Ma              | Me              | Gi              |                 |                 |
| Dicembre        | Ve              | Sa              | Do              | Lu              | Ma              | Me              | Gi              | Ve              | Sa              | Do              | Lu              | Ma              | Me              | Gi              | Ve              | Sa              | Do              | Lu              | Ma              | Me              | Gi              | Ve              | Sa              | Do              | Lu              | Ma              | Me              | Gi              | Ve              | Sa              | Do              |                 |